# Blurryface
Blurryface é o quarto álbum de estúdio do duo norte-americano Twenty One Pilots, e o segundo álbum da banda lançado pela Fueled by Ramen. O álbum foi precedido pelo single, "Fairly Local", lançado em 17 de março de 2015. Foi definido para ser lançado em 19 de maio de 2015, mas, foi lançado dois dias antes em 17 de maio via iTunes. O disco estreou na primeira posição da tabela musical dos Estados Unidos, Billboard 200, com 146 mil cópias vendidas.

## Background
Após o lançamento de seu terceiro álbum Vessel, a banda percorreu extensivamente divulgando o álbum no mundo todo. Durante a turnê, a banda tinha um estúdio de gravação portátil que permitia estabelecer idéias.

## Gravação
"Heavydirtysoul", "Fairly Local", "Tear in My Heart", "Lane Boy" e "Doubt" foram gravados com o produtor Ricky Reed no Serenity West Recording em Hollywood, Califórnia.
"Stressed Out", "Polarize", "Hometown" e "Not Today" foram gravados com o produtor Mike Elizondo no Can Am em Tarzana, Califórnia.
"Ride" foi gravado com Reed no Sonic Lounge Studios em Grove City, Ohio.
"The Judge" foi gravado com o produtor Mike Crossey no Livingston Studios em Londres.
"We Don't Believe What's on TV" e "Goner" foram gravados com Reed na Paramount Recording Studios em Hollywood, Califórnia.
"Message Man" foi gravado com Tim Anderson no Werewolf Heart em Los Angeles, Califórnia.
O álbum foi mixado por Neal Avron, com assistência de Scott Skrzynski, no The Casita em Hollywood, Califórnia. E masterizado por Chris Gehringer na Sterling Sound em Nova York.

## Conceito
O nome do álbum foi originado de um personagem criado pela banda, que, de acordo com Tyler Joseph, "representa todas as inseguranças que eu, como indivíduo e todas as pessoas ao redor tem". Joseph usa tinta preta em suas mãos e pescoço durante seus shows da turnê e vídeos para o álbum, representando Blurryface, dizendo: "Muito dramático, eu sei, mas isso me ajuda a entrar nesse personagem".

## Arte
Brandon Rike é o artista gráfico responsável pela arte feita para o álbum Blurryface.
Na criação do novo logotipo, Rike escreve: "O primeiro passo para recompensar a base de fãs dedicada foi sacrificar o logo de barras estabelecido pelo logo simples que os fãs frequentemente incluíam em seus perfis e comentários de redes sociais. Em vez de um logotipo solidificado, pensei que deveríamos dar aos fãs o seu logotipo. Uma barra digitada, um hífen e uma barra. Apresentando o novo símbolo de Twenty One Pilots. Desta forma, os fãs têm a capacidade de descrever o logotipo da sua banda favorita corretamente e espalhar a palavra em suas vidas online".
Na capa, Rike também detalha: "Tyler me mostrou nove pontos, e sua ideia para fazer os nove pontos se assemelham ao logotipo dos bares. A ideia, de natureza simples, parecia ser bastante icônica para a capa do álbum. Adicionei os padrões e a narrativa por trás deles e algo começou a tomar forma. Incorporei o personagem Blurryface como um outro "eu", tanto figurativa quanto literalmente, foi talvez o meu toque final favorito. Eu gosto especialmente da ideia de que você pode "coloca-lo para fora". "A sensação é diferente da arte do Vessel, o vermelho em Blurryface é a "cor da paixão, da violência e da raiva", embora a banda seja famosa por o seu conteúdo estar aberto à interpretação".

## Faixas
Todas as faixas escritas e compostas por Tyler Joseph. 
| N.º            | Título                          | Duração |  |
| 1.             | "Heavydirtysoul"                | 3:54    |  |
| 2.             | "Stressed Out"                  | 3:22    |  |
| 3.             | "Ride"                          | 3:34    |  |
| 4.             | "Fairly Local"                  | 3:27    |  |
| 5.             | "Tear In My Heart"              | 3:08    |  |
| 6.             | "Lane Boy"                      | 4:13    |  |
| 7.             | "The Judge"                     | 4:57    |  |
| 8.             | "Doubt"                         | 3:11    |  |
| 9.             | "Polarize"                      | 3:46    |  |
| 10.            | "We Don't Believe What's on TV" | 2:57    |  |
| 11.            | "Message Man"                   | 4:00    |  |
| 12.            | "Hometown"                      | 3:54    |  |
| 13.            | "Not Today"                     | 3:58    |  |
| 14.            | "Goner"                         | 3:56    |  |
| Duração total: | Duração total:                  | 52:17   |  |

## Desempenho nas tabelas musicais

### Posições
| Tabela musical (2015-2016)       | Melhor posição |
| -------------------------------- | -------------- |
| Alemanha - Official Top 100      | 66             |
| Austrália - ARIA Albums Chart    | 11             |
| Áustria - Ö3 Austria Top 40      | 47             |
| Bélgica - Ultratop 50 (Flandres) | 81             |
| Canadá - Canadian Albums         | 4              |
| Estados Unidos - Billboard 200   | 1              |
| Nova Zelândia - NZ Top 40 Albums | 15             |
| Reino Unido - UK Albums Chart    | 14             |
| Suécia - Sverigetopplistan       | 60             |
| Suíça - Schweizer Hitparade      | 86             |

### Certificações
| País   | Provedor     | Certificação |
| ------ | ------------ | ------------ |
| Canadá | Music Canada | Ouro         |

## Créditos
- Produtores: Tyler Joseph , Chris Woltman, Ricky Reed, Mike Elizondo, Mike Crossey e Tim Anderson

- Instrumentação: Tyler Joseph e Josh Dun

- Instrumentação adicional: Ricky Reed (baixo), Mike Elizondo (baixo, teclados, órgão, sintetizador e guitarra), Mike Crossey (baixo e sintetizador), Tim Anderson (sintetizador), Danny T. Levin (trompete, trombone e eufônio) e David Moyer (saxofone tenor, saxofone alto, saxofone barítono e flauta)

- Vocais principais: Tyler Joseph

- Vocais adicionais: Josh Dun, Ricky Reed, Mike Elizondo, Mike Crossey e Jonathan Gilmore.

- Projetado por: Drew Kapner, Adam Hawkins, Joe Viers, Jonathan Gilmore e Chris Spilfogel.

- Assistido por: Scott Skyrzynski, Michael Peterson, Brent Arrowood, Alex Gruszecki, Victor Luevanos e Seth Perez.

- A&R: Pete Ganbarg

- Direção e design artístico: Brandon Rike, Reel Bear Media e Virgilio Tzaj

- Fotografia: Jabari Jacobs

- Gestão artística: Rob Gold

- Produção de embalagens: Josh Skubel

- Mixado por: Neal Avron

- Masterizado por: Chris Gheringer no Sterling Sound, Nova York